# Datenwiederherstellung
Datenwiederherstellung (englisch data restore, data recovery) bedeutet
- im engeren Sinne die Wiederherstellung von Originaldaten auf einem Datenträger nach einem Datenverlust
- im weiteren Sinne die Erkennung fehlerhaft übertragener Dateneinheiten und deren Wiederherstellung.

## Ursachen von Datenverlust

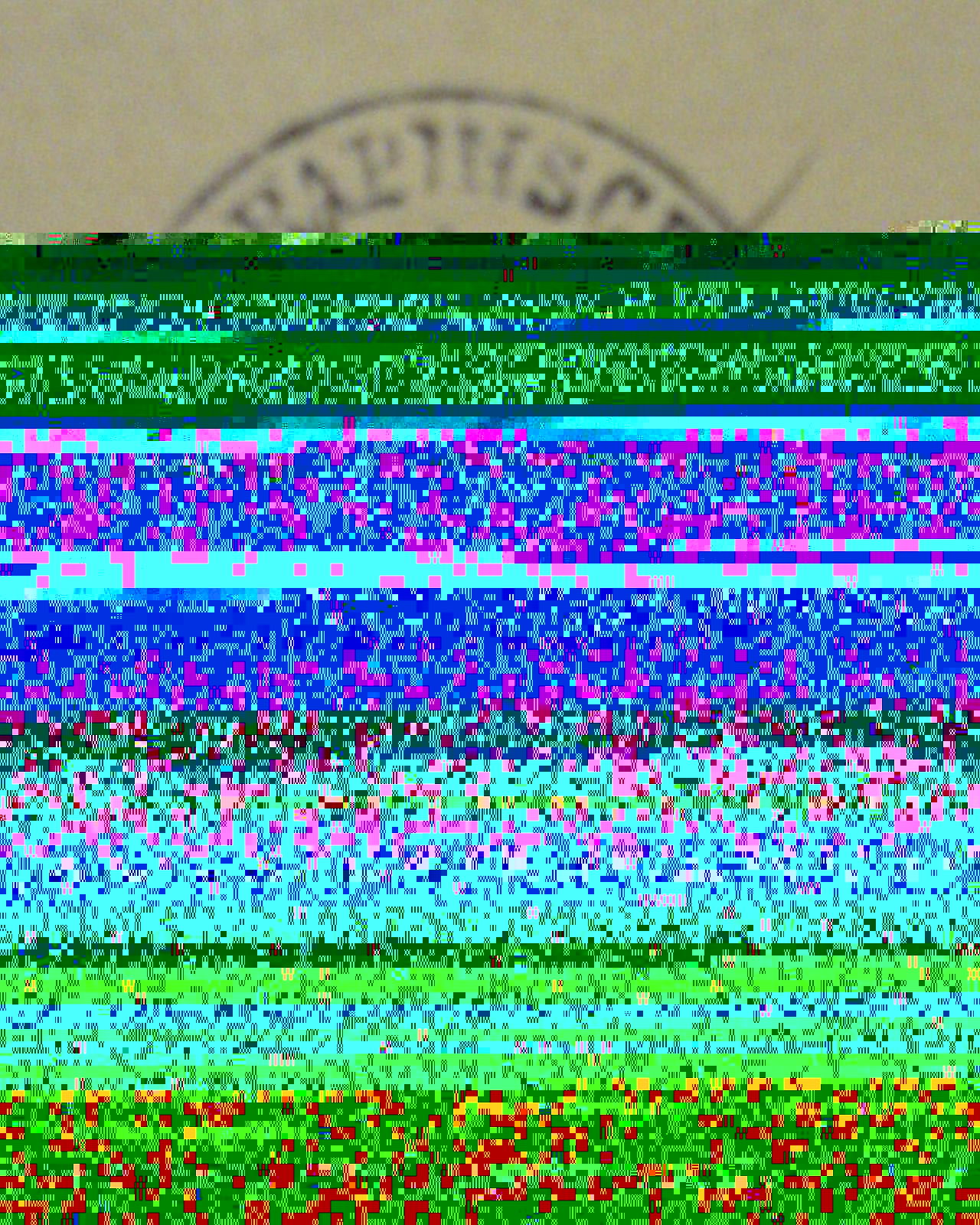
Datenfragment: Ergebnis eines weitgehend fehlgeschlagenen Versuchs der Datenrettung bei einem Bild

Die Datenträger in der Informations- und Kommunikationstechnik haben je nach Medium, physikalisch oder chemisch bedingt, eine relativ kurze Lebensdauer von einigen Jahren bis einigen Jahrzehnten. Durch äußere Einflüsse (mechanische Beschädigungen, starke elektromagnetische Felder, Sonnenlicht bei optischem Datenträger, Elementarschäden etc.) können Daten auf Speichermedien verändert oder unbrauchbar werden.
Die Ursache kann aber auch im Fehlverhalten des Nutzers liegen, indem versehentlich Veränderungen an Daten vorgenommen werden, z. B. durch unbeabsichtigtes Überschreiben einer Datei. Auch die Installation einer neuen Programm- oder Betriebssystemversion kann zu Inkonsistenz der Daten (englisch: „data corruption“) führen, wenn die neue Version hinsichtlich der eingesetzten Programme bzw. der zu verarbeitenden Daten nicht rückwärtskompatibel ist.

## Datensicherungsmaßnahmen
Deshalb werden für wichtige Daten Vorkehrungen für den Fall eines Datenverlustes, einer Datenfehlmanipulation oder -veränderung präventiv und zeitnah ergriffen, um eine Datenwiederherstellung mit Hilfe vorgängig zum Schadensfall erstellter Sicherungskopien mit möglichst aktuellem Stand zu ermöglichen. Erschwerend kommt hinzu, dass bei der Erstellung der Sicherungskopie ebenfalls Fehler entstehen können, welche durch Vergleich mit den Originaldaten möglichst rasch entdeckt und eliminiert werden sollten. Entsprechende Sicherungsmaßnahmen sind auf unterschiedlichen Ebenen (Byte, Feld, Datensatz, Datei, Transaktionsebene, Datenbank, Anwendungsebene, systemweit oder gar im Rechnerverbund) mit adäquaten Verfahren zu treffen.
Entsprechend den getroffenen Sicherheitsmaßnahmen unterscheiden sich auch die Verfahren für die Datenwiederherstellung.
Im Fall einer Katastrophe, wie bei Elementarschäden, bei dem sowohl die Originaldaten als auch deren Sicherungskopie und Transaktions-Logs teilweise zerstört wurden und keine vorsorglichen Sicherungsmaßnahmen ergriffen worden waren, besteht allenfalls als Notmaßnahme noch die Möglichkeit der Datenrettung, wobei versucht wird, von einem nur teilweise beschädigten oder veränderten Speichermedium die wichtigsten, relevanten Datenfragmente so gut wie möglich zu restaurieren.

## Grundlagen
Eine Wiederherstellung kann u. a. nach individuellen, menschlichen Fehlern nötig werden (versehentliche Löschung), aber auch nach einem Defekt von Speichermedien (durch äußere, extreme Umwelteinflüsse, mechanische Ermüdungserscheinungen usw.), bei Auftreten sonstiger Systemfehler oder nach Aktivierung von Schadprogrammen (englisch: „malware“). Manchmal ist eine Wiederherstellung nur noch unter Zuhilfenahme weiterer technischer Maßnahmen möglich, allerdings können Daten auch unwiederbringlich verloren sein.
Festplatten, die über Jahre extremen Umweltbedingungen wie Feuchtigkeit, Korrosion und mechanischem Druck ausgesetzt waren – etwa auf Mülldeponien, wie im Fall des britischen IT-Spezialisten James Howells, der eine verloren geglaubte Bitcoin-Festplatte im Newport-Landfill suchte – gelten meist als irreparabel beschädigt. In Einzelfällen wurden jedoch experimentelle Verfahren wie die Magnetkraftmikroskopie diskutiert, um minimale magnetische Reste auf Plattern zu analysieren, wenn besonders wertvolle Daten betroffen sind.
Mit Systemen zur Selbstüberwachung wie dem von allen modernen Festplatten unterstützten S.M.A.R.T. kann mitunter drohender Datenverlust durch frühzeitiges Erkennen von Verschleißerscheinungen vermieden werden. Die Nutzung eines Antivirenprogramms reduziert die Gefahr von Datenverlust durch Schadprogramme. Gelöschte Daten lassen sich über einen Papierkorb oder eine Systemwiederherstellung in vielen Betriebssystemen wiederherstellen. Verschiedene Softwarelösungen am Markt, wie IsoBuster oder Ontrack EasyRecovery, versprechen zudem das Zurückholen verloren geglaubter Daten, die auch nicht mehr mit den internen Funktionen des Betriebssystems wiederhergestellt werden können. Dies funktioniert aber nur unter bestimmten Umständen und richtet sich z. B. danach, ob ein Datensegment überschrieben worden ist. Letzter Anlaufpunkt für Geschädigte kann das Konsultieren eines spezialisierten Unternehmens sein. Dort werden bei besonders schweren Fällen sogar unter Reinraum-Bedingungen Daten von Speichermedien rekonstruiert.
Technische Grundlage für viele Wiederherstellungsmaßnahmen war einmal die Tatsache, dass Dateien beim Löschen oder Formatieren bei den meisten Datenträgern nicht physisch gelöscht, sondern zunächst lediglich „ausgeblendet“ bzw. als „gelöscht“ markiert wurden. Die Daten selbst verblieben jedoch auf dem Datenträger, bis der entsprechende Bereich mit neuen Daten überschrieben wurde. Mit der Einführung von SMR (Shingled Magnetic Recording) bei Festplatten sowie der Integration von Technologien wie TRIM bei Festplatten und SSDs ist eine Datenwiederherstellung mit Hilfe von Datenrettungssoftware häufig nicht mehr möglich. Mit Bezug auf die Datenrettung von Festplatten trifft dies insbesondere auf neuere Modelle von Western Digital mit SMR zu. Bei diesen Festplatten sorgt die Firmware der Festplatte dafür, dass ein physischer Zugriff auf gelöschte Daten und somit eine Datenwiederherstellung per Software nicht mehr möglich ist.
Das Überschreiben von Massenspeichern mit Hilfe spezieller Programme (Eraser) bzw. Programmfunktionen der Systemverwaltung (Massenspeicher mit Nullen überschreiben) stellt neben der physikalischen Zerstörung des Datenträgers die wirksamste Maßnahme dar, um das Wiederherstellen der ehemaligen Daten unmöglich zu machen. Einige Programme überschreiben die Dateiinhalte vor dem Löschen optional mehrfach mit festen Mustern oder zufälligen Inhalten, wobei bei modernen Massenspeichern ein einmaliges Überschreiben ausreicht, um einen wirkungsvollen Schutz zu erzielen.

## Datenrettungsfirmen
Eine Wiederherstellung verloren gegangener Daten ist oft mit hohen Kosten verbunden. Einige Firmen nutzen die Notlage der Kunden aus und betrügen die Nutzer bei der Datenwiederherstellung. Grund dafür sind u. a. fehlende Qualitätssicherungsmaßnahmen wie ein Gütesiegel in dem Bereich.
Ein Blick auf die Webseite des Herstellers des jeweiligen Datenträgers kann hilfreich sein. Entweder bietet dieser selbst entsprechende Dienstleistungen an oder listet passende Firmen auf.

## Software zur Datenrettung bei nicht-physikalischen Datenfehlern (Auswahl)
- TestDisk: Kommandozeilenprogramm zur Datenrettung; freie Software
- PhotoRec(overy): freie Datenrettungs-Software
- Parted Magic, SystemRescueCd, grml: freie Datenrettung mit Linux
- Hiren’s BootCD: Defekte Microsoft-Windows-Systeme retten oder wiederherstellen
- Recuva, Software zur Wiederherstellung gelöschter Daten